# Брагин, Владимир Васильевич
Владимир Васильевич Брагин (1934—1995) — слесарь завода «Севкавэлектроприбор» Министерства приборостроения, средств автоматизации и систем управления СССР, г. Нальчик Кабардино-Балкарской АССР, Герой Социалистического Труда (20.04.1971).
Родился в селении Ново-Ивановское Майского района Кабардино-Балкарской АССР.
В 1953—1956 гг. служил в Советской Армии.
С 1956 г. грузчик, с 1957 г. слесарь-инструментальщик завода «Севкавэлектроприбор» в г. Нальчик.
В 1966 году за досрочное выполнение семилетнего плана награждён орденом Ленина. В 1971 году присвоено звание Героя Социалистического Труда.
Депутат Верховного Совета СССР XI созыва от Промышленного избирательного округа Кабардино-Балкарской АССР, член Комиссии по транспорту и связи Совета Национальностей.